# カール自走臼砲
カール自走臼砲（カールじそうきゅうほう、Mörser Karl、Karl-Gerät）は、第二次世界大戦時にドイツで開発・製造された60cm、もしくは54cmという超大口径の臼砲を搭載する自走砲。
「カール」の名は、本砲の開発に携わったカール・ベッカー将軍に因む。試作車も含め計7輛が製造された。なお、兵器としての名称は「カール」であるが、製造された車両にはそれぞれ固有の名がつけられている。

## 概要
フランスのマジノ要塞線を始めとする要塞・城塞攻略を目的とし、1937年に開発を開始。そして1940年から翌41年までの間に6輛が製造された。
本車は自走は可能であるものの、自重が120トンを超えるため、時速10キロメートル程度でしか移動ができなかった。そのため長距離の移動には運搬用の専用貨車が制作され、砲弾輸送用にもIV号戦車から改造された専用の車輌が用意された。独ソ戦のセヴァストポリ包囲戦においてその威力を発揮、1944年のワルシャワ蜂起の際にも実戦投入された。
砲弾の威力は絶大なものがあったが、運用には多大な人員と物資を必要とする上、短射程と低い発射速度、迅速な移動が行えないといった問題から、不用意に戦闘に投入すれば敵砲兵、航空部隊から反撃を受ける危険が高かった。このため本車の投入は自軍が圧倒的な優勢を保っている状況に限られ、前線まで到着したものの戦闘に投入されぬままに撤収した例も多い。

## 開発・生産
1936年3月ラインメタル社はマジノ線を攻撃するための超重榴弾砲の計画を立案した。この兵器の初期の着想では分割して複数の車両で輸送し、陣地にて組み立てることが計画されていたが、これでは射撃準備に非常に時間がかかるため、ラインメタル社は1937年1月、この砲を自走化することとした。1938年から39年にかけて多砲塔戦車NbFzとスケールモデルを用いた広範にわたる走行試験が行われ、巨大車両の極めて高い接地圧と操縦性に関する研究がなされた。1940年5月には実寸大車両の走行試験がウンターリュッセで行われた。砲の発射試験は1939年6月に行われた。これらの結果を元に、懸架装置を始めとして設計の一部を変更した生産型が1940年11月から41年8月にかけて6輛が製造され、軍に引き渡された。
試作車を含む7輛にはそれぞれ固有の名前が命けられており、当初は旧約聖書から、後には北欧神話から引用されて
- I号車：（生産1号車、以下VI号車までは生産順）“アダム(Adam)” - 初期型走行装置（8転輪型）
  - 後に“バルドル(Baldur)”と改名
- II号車：“エーファ(Eva)” - 初期型走行装置（8転輪型）
  - 後に“ヴォータン(Wotan)”と改名
- III号車：“オーディン(Odin)” - 後期型走行装置（11転輪型）
- IV号車：“トール(Thor)” - 後期型走行装置（11転輪型）
- V号車：“ロキ(Loki)” - 後期型走行装置（11転輪型）
- VI号車：“ツィウ(Ziu)” - 後期型走行装置（11転輪型）
- VII号車（試験用車）：“フェンリル(Fenrir)” - 後期型走行装置（11転輪型）
  - 当初は固有名なし、試作時の非公式名称は“レクス(Rex：ラテン語で「王」の意)”。

と命名された(本砲は主に54cm砲の射撃データテーブル取得用に用いられた)。
巨大な砲弾の威力は絶大なものの、射程が歩兵用の迫撃砲程度でしかないことは問題であるとして、1941年2月には射程を延ばすための検討が始まり、1942年5月、生産型6輛に搭載する54cm砲身(Gerät 041)が発注された。1943年3月のヒトラーも参席した会議で、最初の54cm Gerät 041が納入されるのは1943年6月、三門めは8月中旬になるということが明らかになった。結局3門の54cm Gerät 041が完成し、I・IV・V号車がこれを搭載可能であった。他の3輌も換装は可能であり、第2次生産と換装も計画されていた。

## 砲弾
| 砲弾種類                              | 口径  | 重量    | 爆薬重量 | 初速      | 最大射程 | 貫通力                |
| ------------------------------------- | ----- | ------- | -------- | --------- | -------- | --------------------- |
| 重ベトン弾 (schwere Betongranate)     | 60 cm | 2170 kg | 289 kg   | 220 m/sec | 4320 m   | コンクリートで2.5m    |
| 軽ベトン弾 (leichte Betongranate) 040 | 60 cm | 1700 kg | 220 kg   | 283 m/sec | 6640 m   | コンクリートで2.5m    |
| 軽ベトン弾 (leichte Betongranate) 041 | 54 cm | 1250 kg |          | 378 m/sec | 10,060 m | コンクリートで3～3.5m |
| 高性能爆薬弾 (Sprenggranate) 041      | 54cm  | 不明    | 不明     | 不明      | 不明     | 不明                  |

## 運用
本車は“自走”臼砲の名の通り、ダイムラー・ベンツ製MB 503 A 液冷12気筒ガソリンエンジン（580馬力）または同じくダイムラー・ベンツ製のMB 507 C 液冷12気筒ディーゼルエンジン（590馬力）を動力として、5段変速機械式、または4段変速油圧式の変速機を介して124トンの巨体ながら自力で走行することができた。
しかし、長距離の自走は現実的には不可能であった。エンジンではわずか時速10キロメートルしか出せない上、大量の燃料を消費したからである。操縦席は砲尾側、機関室区画の左側にあり、本車にとっての「前進方向」は砲尾側となる。操縦席は露天式で、後述の鉄道による輸送時など、使用しない場合には取り外し式の蓋でふさがれていた。サスペンションは可変式で、陣地に到着し射撃位置につくと、射撃時の反動を緩和するために車台が接地するよう車高を下げることができた。砲架の前方にある区画（本車の進行方向からは「後部」となる）の内部にはサスペンションの操作装置があり、操縦助手が操作した。操作室の天面には1基のハッチがあり、このハッチから内部に入ることができる。砲身方向に進行する（本車の操縦機構からは「後進」状態となる）際は、操縦席からは巨大な砲と砲架があるために後方、特に後方右側方向の視界がほとんど取れないため、操縦助手が進行方向の視界を補佐した。
本車は100トンを超える車重がありながら、通常の地質ならば問題なく走行できた一方で、柔らかい土の上での旋回は絶対に避けなければならなかった。また、陣地転換の際に迅速に移動できるよう、また射撃精度を確保するために射撃陣地は正確な水平に整地されている必要があり、本車が走行する道路は溝や軟弱な部分を埋め固める必要があるなど、運用上の制約が多かった。基本的に本車の自走能力は照準する際に砲身が左右に4度ずつしか旋回できないのを補う事に使われ、路上を長距離移動する際には全体を砲本体（砲身および閉鎖器）、駐退機および装填装置、砲架、自走車台の4つに分割し、それぞれ16輪（4軸4輪)（駐退機 / 砲身 / 砲架）、24輪（6軸4輪）（車台）の低床式トレーラー(ドイツ語：Straßenroller. 通称"Culemeyer")に搭載して重量物牽引車によって牽引された。本車を輸送 / 戦闘状態にするための分解組立作業用に35tの吊上能力をもつガントリークレーンが用意されており、クレーンは大型トラック様の3軸6輪のトレーラー（ブレーキ操作用の簡易運転席があるが自走能力はない）に分解積載して輸送された。
更なる長距離を移動する場合には鉄道を利用し、この際に用いられたのは5軸ボギー台車を使った特殊な大物車で、前述の路上輸送用トレーラーとは異なり組み上がった状態での全体を固定台座を持つ二本の巨大な回転式アームで吊るして輸送した。目的地に到着すると車体はアームから外され、射撃する場所まで自走した。
巨大な60cm/54cm砲は最大70度の仰角を取ることができたが、直接照準による水平射撃を行うことは想定されておらず、実際の射撃は仰角55度以上で行われた。弾薬の装填は俯仰角0度の状態でしか行えないため、射撃する際には1発射撃する毎に砲を水平状態にする必要があり、射撃毎に再照準する必要があった。このため、初弾以降は次発を発射するためには約10分を必要とした。
本車の支援車として、専用弾薬輸送・装填車両'Munitionsträger' も併せて開発され、22輛が生産されて装備された。これは通常のIV号戦車D/E/F型の車台を利用し、砲塔のかわりに4発の砲弾を運搬できる装備と専用のクレーンを設置したものであった。自走臼砲1輛につき2輛の'Munitionsträger'と1輛の予備車両が割り当てられた。

### 戦歴
前述の通り、カール自走臼砲はマジノ線攻略用に開発されたが、1940年のフランス侵攻には生産車が間に合わず、そもそもマジノ線への総攻撃が行われなかったために本来の目的では使用されなかった。
独ソ戦に際しては1941年6月のブレスト・リトフスク要塞およびリヴィウ攻撃のために投入された。1942年6月のセヴァストポリ要塞攻略戦に投入されたことは本車の戦歴として著名である。この時点まで、カール自走臼砲は全車がベルリンの南西、ポツダム南方にあるユーターボーグ(Jüterbog)に駐屯する第833重砲兵大隊によって運用された。
その後、1942年8月11日付で第833重砲兵大隊からカール自走臼砲2輌を基幹とした第628重砲兵中隊が新編され、同年10月にレニングラード包囲戦へ投入され使用された。
1943年5月15日には第628重砲兵中隊は拡大改編されて第628重砲兵大隊となったが、同大隊は同年8月には第626重砲兵大隊に改称されて21cm臼砲装備の部隊として改編され、1944年6月にはカール自走臼砲の運用部隊として第628重砲兵大隊内に「司令部付特殊機材中隊」が新設、同年8月には「第638重砲兵中隊」として新たに発足した。
第638重砲兵中隊は発足直後の1944年8月にワルシャワ蜂起鎮圧のため、蜂起軍への砲撃、またワルシャワ市街破壊のために投入された。西部戦線においてもパリの攻防に関してヒトラーが発令した「パリ徹底破壊指令」（パリ廃墟命令）により第428重砲兵中隊が新編されて投入準備が行われたが、ワルシャワでの戦闘が長引いたことと、ドイツ軍パリ防衛司令官コルティッツ将軍が降伏したため、パリ方面への移動は行われないままに終わった。
その後、第638/428重砲兵中隊はソビエト軍（赤軍）のハンガリー侵攻に対処するためにブダペストに移動したが、戦闘には投入されず、ラインの守り作戦に備えてドイツ本国に帰還し、再編成の後1944年12月下旬から前線に投入された。しかし、ほとんど実戦の機会がないまま、翌1945年2月には部隊はドイツに帰還している。
1945年に入り、3個目のカール自走臼砲中隊を新編してブダペスト解囲戦および春の目覚め作戦への投入が計画されたが実現せず、1945年3月7日、第638重砲兵中隊は一旦は東部戦線のヴィスワ川方面の防衛に派遣されたが、同年3月11日、アメリカ軍に奪取されたルーデンドルフ橋（レマーゲン鉄橋）破壊のための攻撃に参加するために西部戦線に移動し、ルーデンドルフ橋を砲撃している。しかし、車輌故障により14発を発射したのみに終わり、目標に命中することはなかった。ただ、至近弾であってもその54cm砲弾は「橋が持ち上がった」と見えるほどの衝撃をもたらし、レマーゲン鉄橋が崩壊する遠因となった。
1945年3月22日のカール各車のステータスレポートによれば、Ⅱ号車とⅤ号車が前線に向け出撃(それぞれ3月11及び10日)、Ⅰ号車(60cm砲)とⅣ号車(54cmへ交換中)の2輌がユーターボーグで待機状態、Ⅲ号車は暴発により大破(再利用可能部品は砲尾程度)、Ⅵ号車はエンジン破損、修理の為帰還途上。Ⅶ号車は部品交換が必要だが、修理日程未定であつた。第638重砲兵中隊はマグデブルク北東のヒラースレーベン(Hillersleben)近郊にて、輸送中に爆撃によりV号車“ロキ”が線路上で鉄道輸送状態のまま大破し回収不能となり、アメリカ軍が迫ったためにV号車を含む装備機材を全て放棄してユーターボーグに撤収、4月11日、第438重砲兵中隊に合併する形で解隊した。第438重砲兵中隊はユーターボーグにおいて行動不能な状態のカール自走臼砲全てを爆破処分し、ユーターボーグ東方でソビエト軍に対して最後の戦闘を行った後、車輌を放棄して解散、将兵はソビエト軍の捕虜になることを避けるために西方に避退した。
この4月11日からの戦闘がカール自走臼砲が実戦で使用された最後の戦闘とみられる。

## 戦後、および現存車両
前述の通り、カール自走臼砲は1945年3月から4月にかけて戦闘の過程で放棄・処分され、3月21日から4月11日の間（正確な日時は不明）にはヒラースレーベンにてII号車“ヴォータン（エーファ）”と大破状態のV号車“ロキ”がアメリカ軍に、I号車“バルドル（アダム）”とIV号車“オーディン”は4月20日にユーターボーグ近郊でソビエト軍に捕獲されている。この他、ユーターボーグで爆破処分された残りの3輌も、VII号車“フェンリル”がアメリカ軍に、III号車“トール”とVI号車“ツィウ”がそれぞれソビエト軍に捕獲・接収された。
アメリカ軍は捕獲したカール自走臼砲を本国に輸送し、アバディーン性能試験場で各種試験を実施したが、その後については詳細は不明である。しかし、アバディーン試験場附属のアメリカ陸軍兵器博物館にカール自走臼砲は現存しておらず、試験場の敷地内でも発見されていないことから、試験後にスクラップとして処分されたと見られている。
ソビエト軍に鹵獲された車両群はモスクワ近郊のクビンカにある装甲車両中央研究所(НИИ БТ）に移送され、各種試験の後、研究所の附属展示施設で保管・展示されていた。グラスノスチにより同施設が公開された際、唯一完全な状態で展示されていた車輌はソビエト軍による記録からVI号車“ツィウ”と確認されたが、後にレストアが行われた際に、クビンカ移送後に塗装された塗料を剥がしたところ、“アダム”の車輌名が書かれたオリジナルの塗装が発見され、更に各部にI号車の名が刻まれた銘板が確認された。
これにより、「これまでVI号車“ツィウ”とされたものはI号車“アダム”の誤りであった」とされたが、これについてはいくつかの論争があり、「記録上の誤り」説、「ドイツ軍により共食い整備が行われた」説、「損傷した車両群をソビエト軍が接収した後に組み合わせて完全な1輌として復元した」説など、諸説ある。
各説ともに確定的な資料は発見されていないものの、この車輌は現在では“Adam”の車輌名が描かれてクビンカ戦車博物館にて展示されている。

## ギャラリー

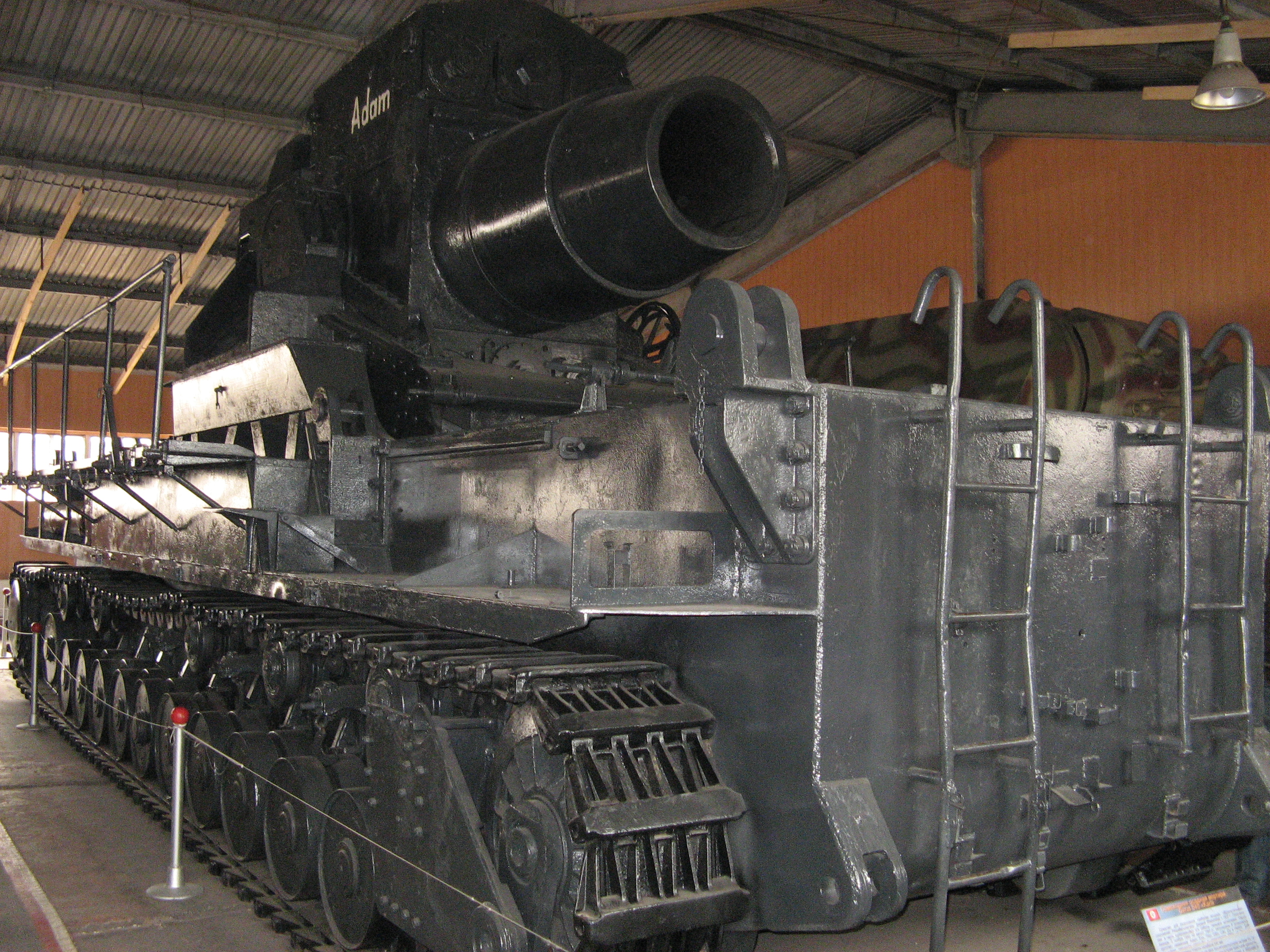
クビンカ戦車博物館に展示されるカール自走臼砲（60cm砲搭載）
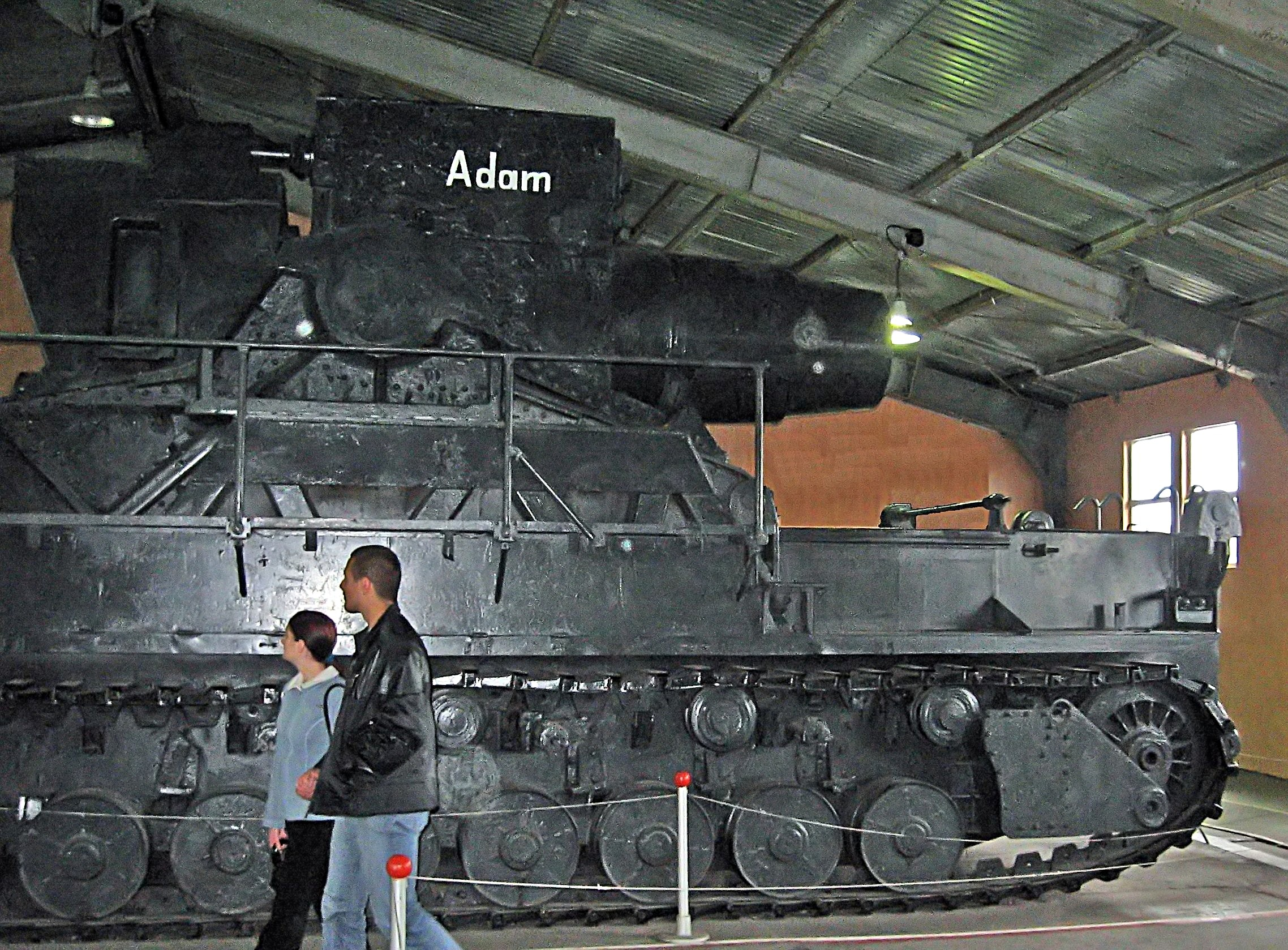
クビンカ戦車博物館のカール。後期型の11転輪の走行装置を持つ。
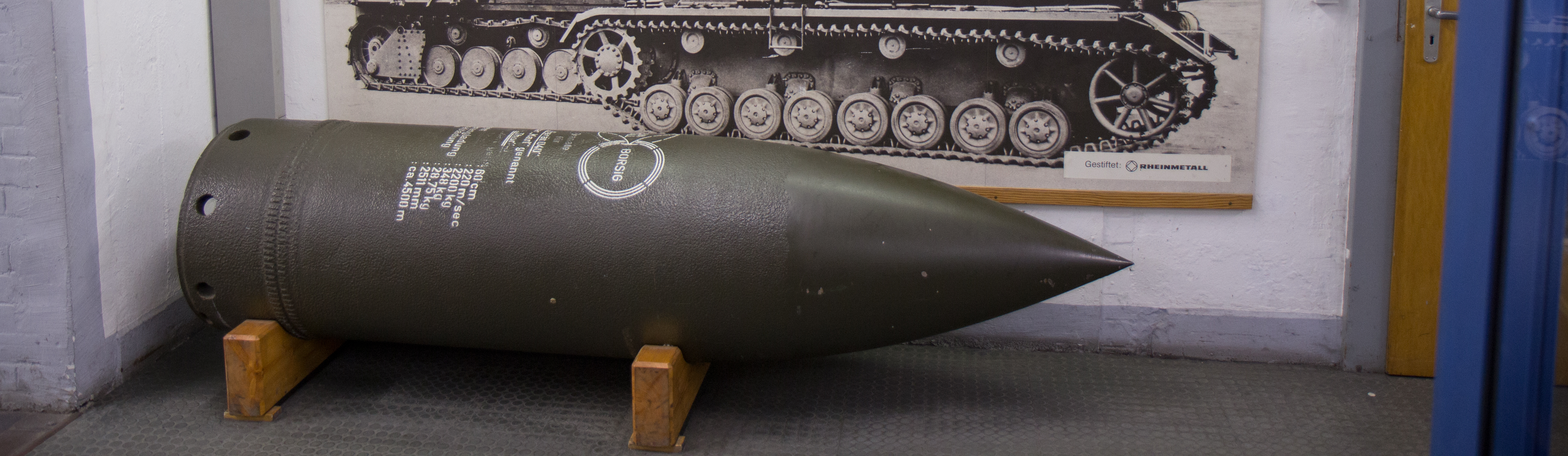
現存する60cm 砲弾
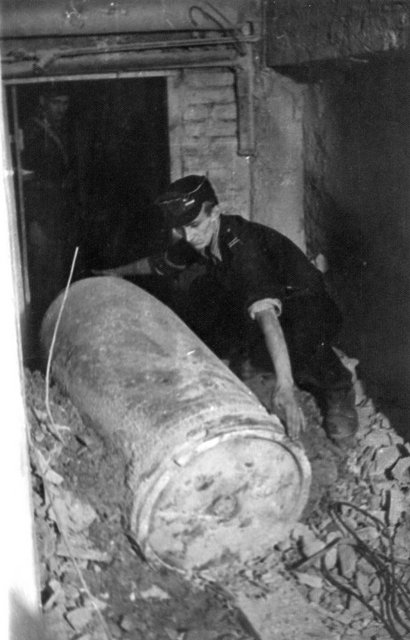
ワルシャワ蜂起の際に発射された不発弾
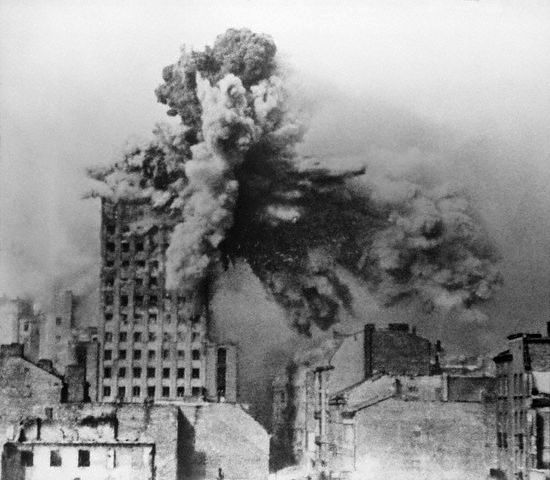
ワルシャワ蜂起中の1944年8月28日、2トン砲弾の直撃を受けたビル
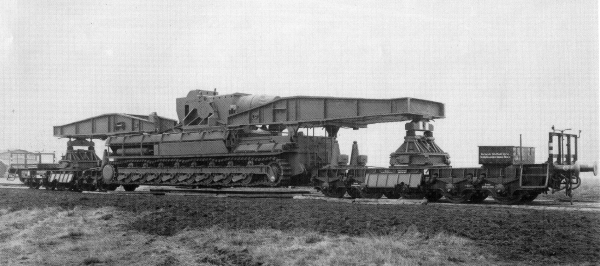
専用貨車で輸送されるカール。初期型の8転輪の走行装置を持つ車両。
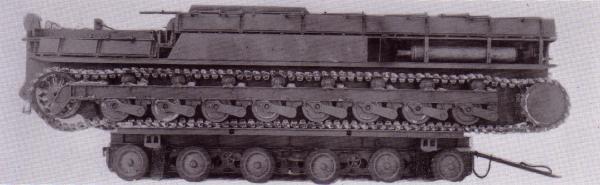
重量物移動用の24輪トレーラーに積載された状態の車体部分（初期型車体）

## 登場作品

### アニメ
『ガールズ&パンツァー 劇場版』
大学選抜チームの使用車両として、前期型が登場する。
山頂に到達したひまわり中隊を攻撃し、パンター2両を撃破するが、その後どんぐり小隊のヘッツァーによって撃破される。
『新世紀エヴァンゲリオン』
第六話に登場する“独12式自走臼砲”のモデルとなっており、レーザー砲との設定に合わせて砲身部にパイプとコードが追加されている他はカール自走臼砲そのままのデザインである。輸送用の大物車に乗せられた状態でDE10形ディーゼル機関車二両に牽引されて登場し、列車砲として射撃を行っている。

### 漫画
『ああっ女神さまっ』
作中でペイオースの天界への帰還時に使用。
『プラモ狂四郎』
作中でスケールモデラー蔵井が狂四郎との対決で使用。

### ゲーム
『U.S.NAVY』
カプコンのシューティングゲーム。Round8のボスとして登場（登場時は列車砲形態、列車部分が破壊されると自走砲形態へ変わる。もっとも武装はレーザー砲にホーミングミサイルと現物からは大きく離れている）
『World of Tanks』
2014年のエイプリルフール期に期間限定配布。8bitゲーム風のポリゴンで実装された。
『コンバットチョロQ』
アリーナのボスクラスの3番目に初期型が登場。
『ミリ姫大戦』
ゲーム内の敵であるバタリオンとして登場。
『太平洋の嵐〜史上最大の激戦ノルマンディー攻防戦〜』
ドイツ軍の兵器として登場。

## 模型
サイズ・重量から最大級と思われる当自走臼砲は、1970年代後半に日本のハセガワから1/72スケールで輸送用の鉄道車両付モデルと、砲弾補給用として改造されたⅣ号戦車を付属したモデルの2種が発売された。このモデルのカールは初期型（8転輪型）の走行装置と60cm砲を装備した状態を再現している。
2000年代の半ばには中国のドラゴンモデルズとトランペッターから相次いで1/35スケールのキットが発売された。また同じく2000年代中頃にハセガワの1/72スケールキットに後期型（11転輪型）の走行装置と54cm砲のパーツを追加した状態の改訂版キットも発売された。またホビーボスからは、トランペッターの1/35キットの設計を縮小した1/72キットが発売された。
また、ポーランドのペーパーモデルメーカーGPMが量産スケールモデル最大の1/25スケールをリリースしている。